# Uranthoecium
Uranthoecium, monotpski rod jednogodišnjeg raslinja iz porodice trava. Jedina vrsa je U. truncatum, australski endem iz Queenslanda i  Sjevernog teritorija, Južne Australije i Novog Južnog Walesa.
Rod je opisan u Hooker's Icones Plantarum 31: t. 3073. 1916.

## Sinonimi
- Rottboellia truncata Maiden & Betche; Proc. Linn. Soc. N. S. Wales 31: 741 (1906 publ. 1907)